# 圣埃斯泰夫让松
圣埃斯泰夫让松（法語：Saint-Estève-Janson，法語發音：[sɛ̃.t‿ɛstɛv ʒɑ̃sɔ̃]）是法国罗讷河口省的一个市镇，属于普罗旺斯地区艾克斯区。

## 地理
圣埃斯泰夫让松（43°41'12"N, 5°23'39"E）面积8.65 平方千米，位于法国普罗旺斯-阿尔卑斯-蓝色海岸大区罗讷河口省，该省份为法国东南部沿海省份，北起沃克吕兹省，西接加尔省，南濒地中海，东临瓦尔省。
与圣埃斯泰夫让松接壤的市镇（或旧市镇、城区）包括：勒皮圣雷帕拉德、罗涅、拉罗克当泰龙、卡德内、维勒洛尔。

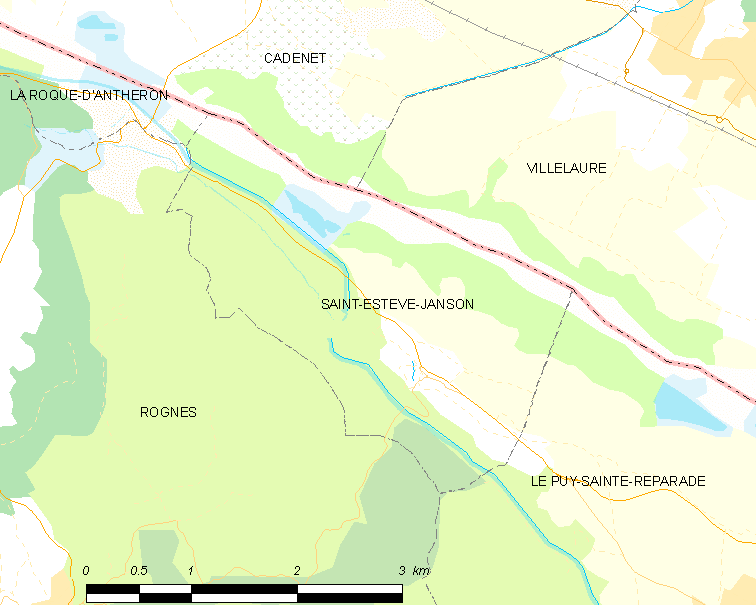
圣埃斯泰夫让松的OSM定位图

圣埃斯泰夫让松的时区为UTC+01:00、UTC+02:00（夏令时）。

## 行政
圣埃斯泰夫让松的邮政编码为13610，INSEE市镇编码为13093。

## 政治
圣埃斯泰夫让松所属的省级选区为佩利萨讷县。

## 人口

1962-2008年间圣埃斯泰夫让松人口变化图示

圣埃斯泰夫让松于2022年1月1日时的人口数量为364人。